# Paris ist voller Liebe
Paris ist voller Liebe ist eine US-amerikanische Filmkomödie aus dem Jahr 1966.

## Handlung
Maggie Scott ist eine US-amerikanische Modeeinkäuferin aus New York City. Von ihrer Chefin Irene Chase wird sie nach Paris geschickt, um die aktuellen Modeschauen der französischen Designer zu begutachten. Es ist die erste Reise von Maggie nach Europa und sie tritt in der Welt der Pariser Haute Couture dementsprechend unsicher auf. Diese Reise erscheint der jungen Maggie wie der große Aufstieg, doch hinter der Reise steckt eigentlich Ted Barkley. Ted ist der Sohn von Irene Chase und verliebt in Maggie. Die Mutter möchte ihn jedoch von Maggie fernhalten und deshalb schickt sie das Mädchen nach Paris. Die Rechnung scheint nicht aufzugehen, als Maggie in Paris mit dem eleganten Franzosen Marc Fontaine anbandelt. Doch Ted gibt nicht auf und reist ebenfalls nach Paris. Er will weiterhin um das Herz von Maggie kämpfen. Lachender Dritte im Bunde ist jedoch der amerikanische Journalist Herb Stone.

## Hintergrund
In diesem Film sind Auftritte der Jazz-Größen Count Basie und Mongo Santamaría mit ihren Orchestern zu sehen. Der Titelsong Made in Paris wurde von Burt Bacharach und Hal David geschrieben und von Trini Lopez gesungen.

## Kritiken
- Lexikon des internationalen Films: Routinierte Hollywood-Komödie.[1]
- Evangelischer Filmbeobachter: Zähflüssige Hollywoodkomödie, die Illusionen und Erfolgswunschträume suggeriert, wo eine realistische Sicht und Kritik am Platze wäre. Für Jugendliche ausgeschlossen und Erwachsenen keinesfalls zu empfehlen. (Kritik Nr. 146/1966)